# Valvola polmonare
La valvola semilunare polmonare o valvola polmonare (diametro di 20 mm) permette il flusso sanguigno dal cuore verso la circolazione polmonare. È regolarmente circolare; i tre lembi che la compongono l'uno è anteriore e gli altri due posteriori, destro e sinistro 
L'ispessimento fibroso che si trova nel margine libero prende il nome di nodulo di Morgagni: è meno prominente e sviluppato di quello che si trova nei corrispondenti lembi della valvola aortica, chiamato in questa posizione "Nodulo di Aranzio".
Il focolaio di ascoltazione della semilunare polmonare corrisponde al focolaio anatomico ed è situato presso il II spazio intercostale sinistro nelle vicinanze dello sterno.

## Galleria d'immagini

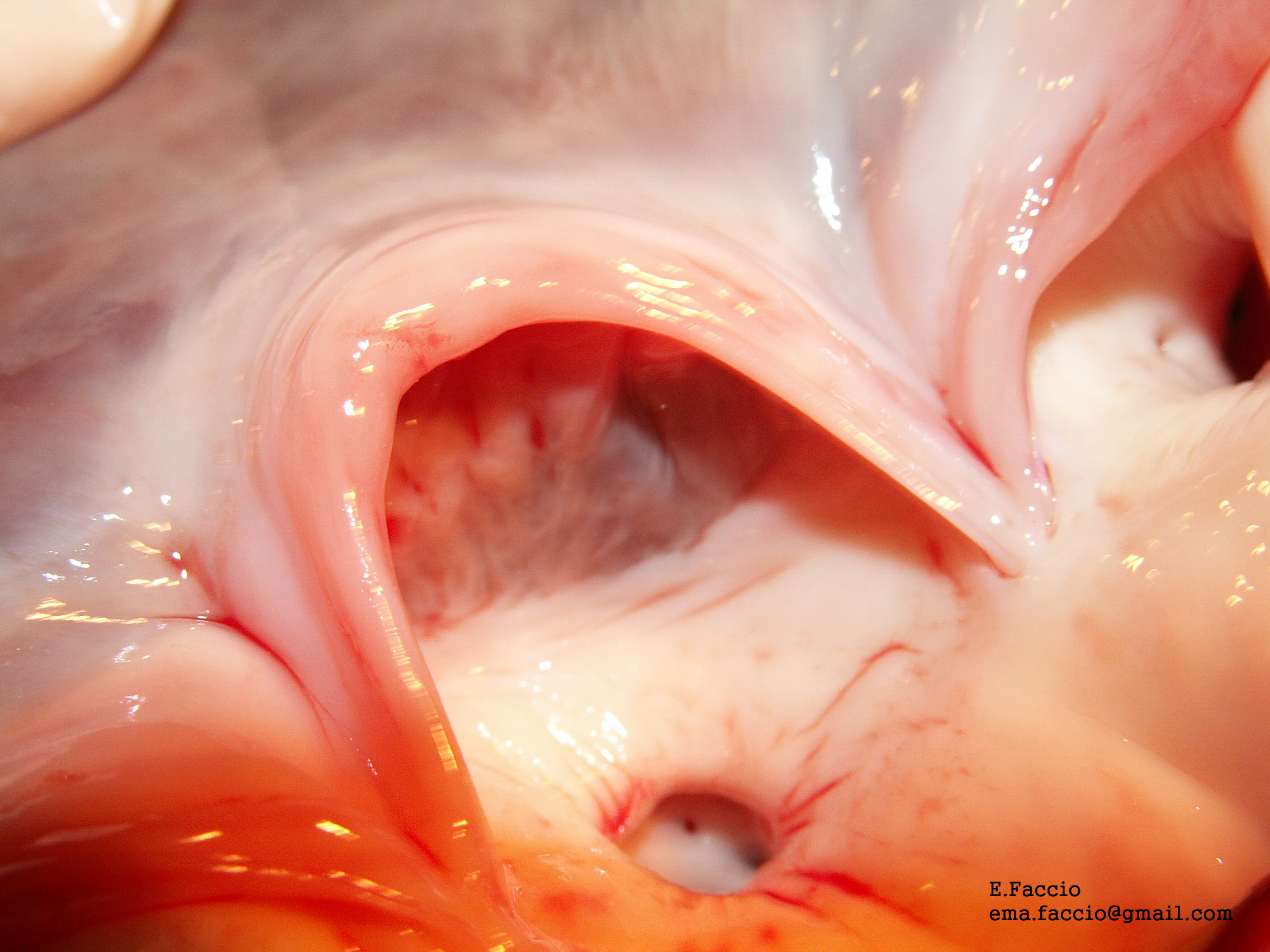
Valvole semilunari
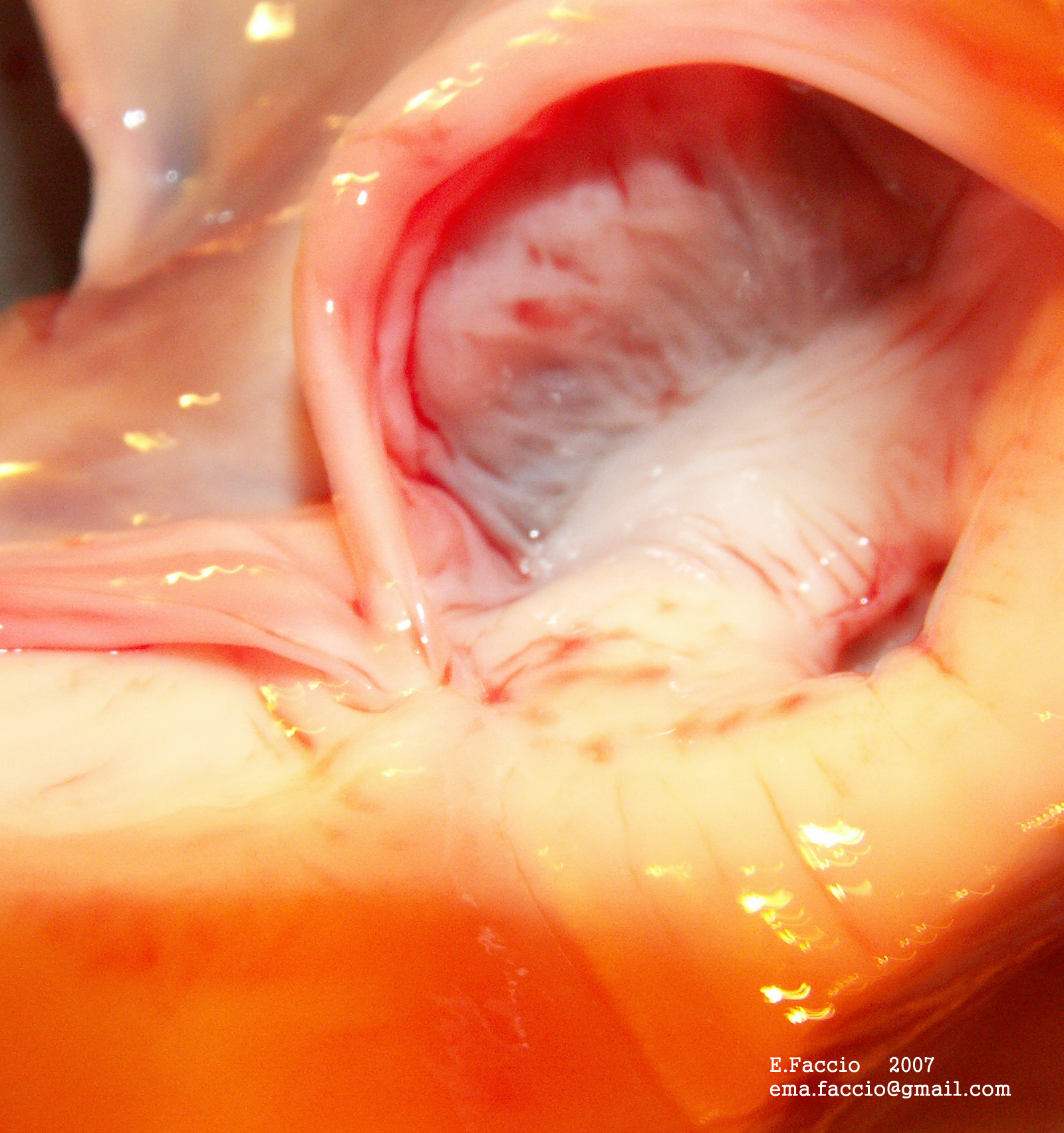
Valvola semilunare
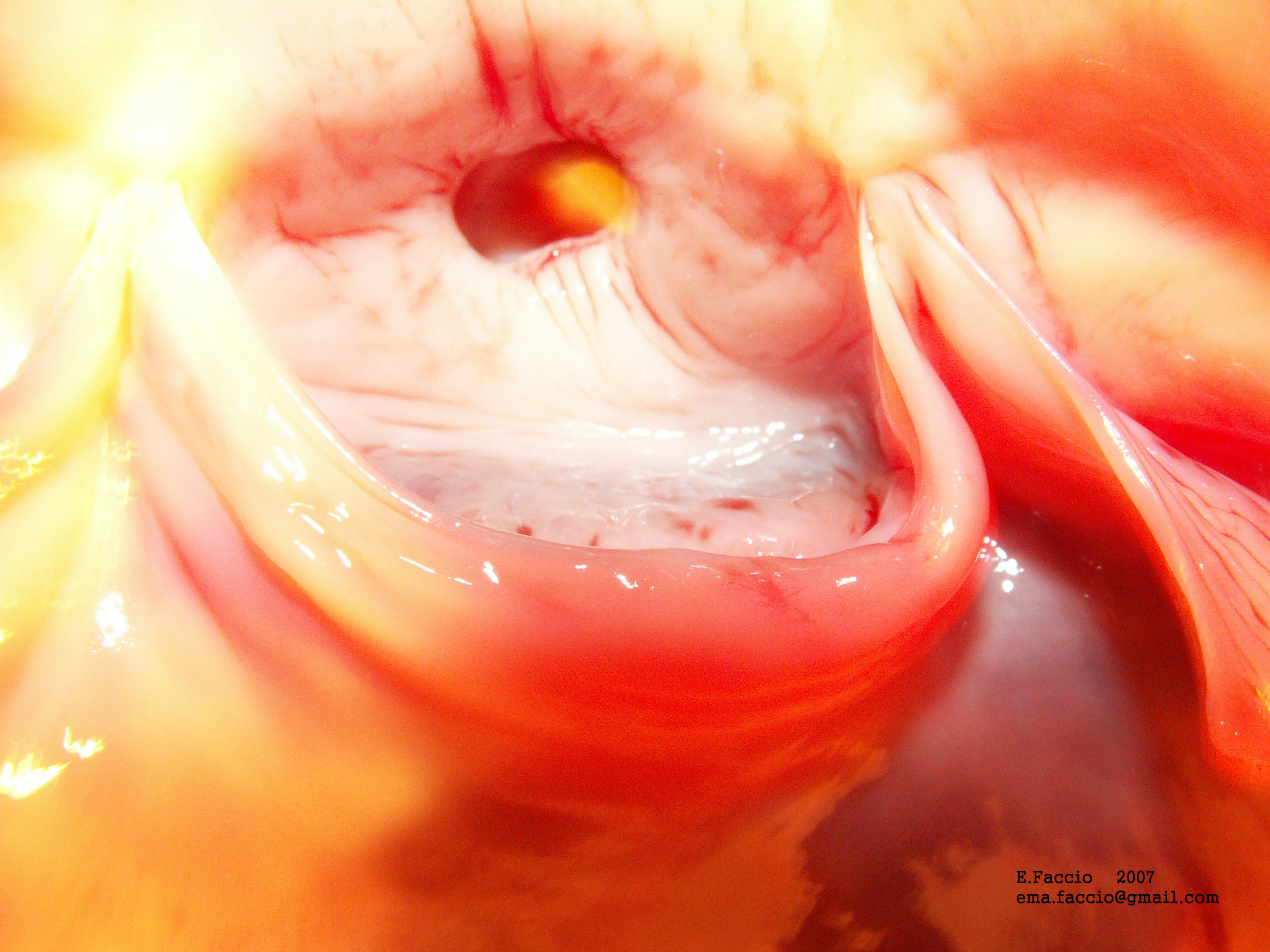
Valvola semilunare (v. anteriore)
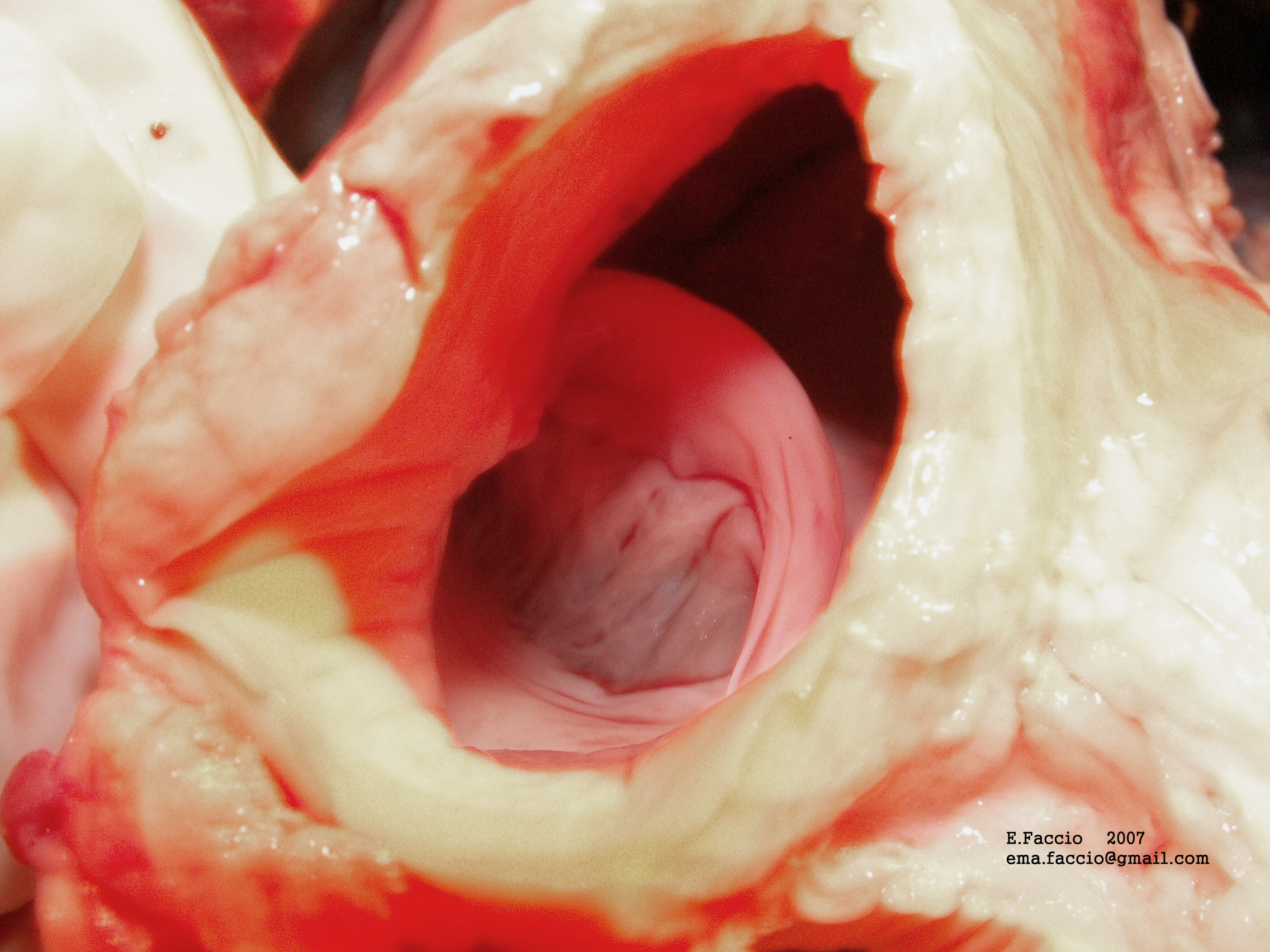
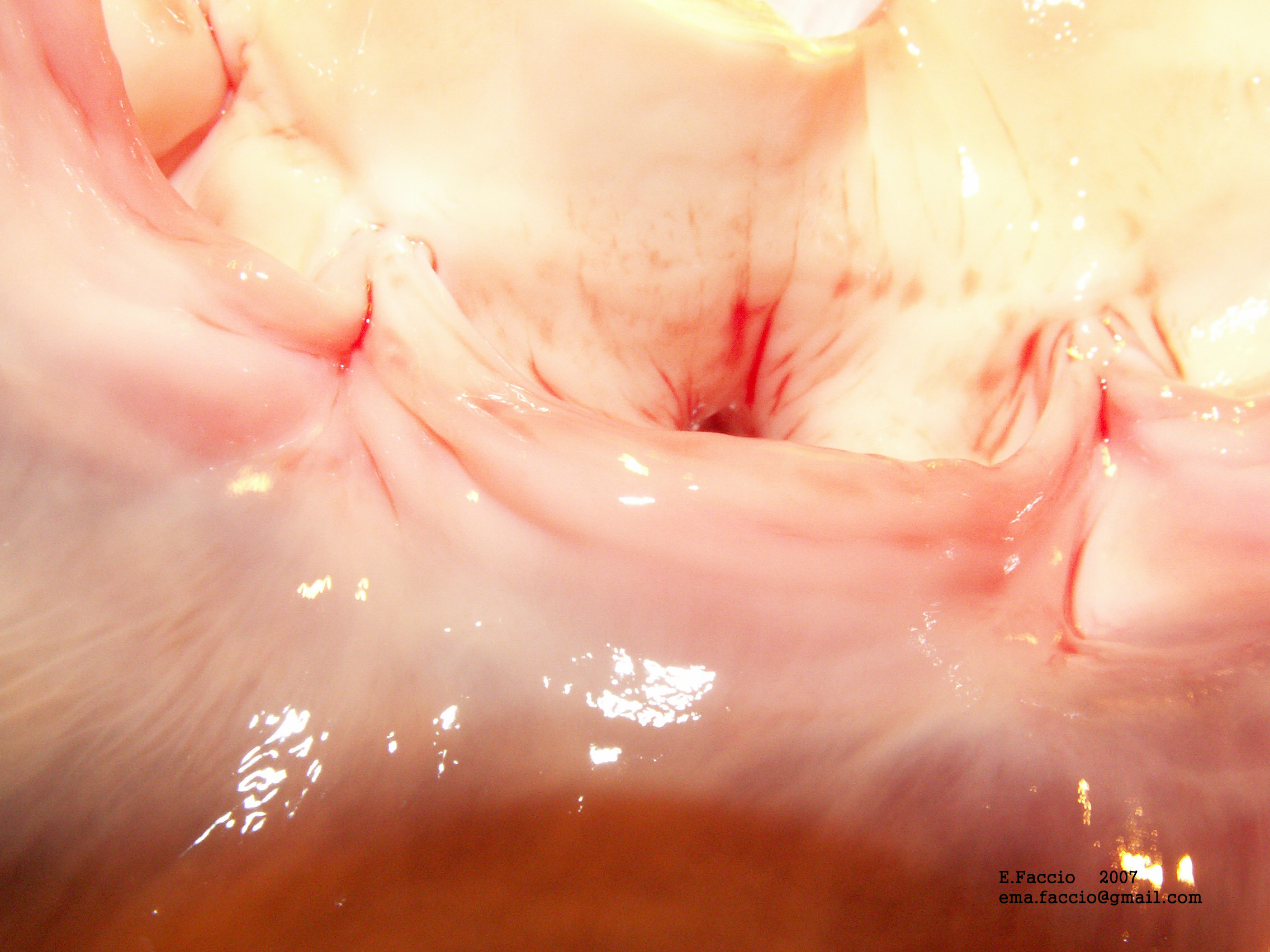